# Доржхандин Хюдербулга
Доржхандин Хюдербулга (монг. Доржхандын Хүдэрбулга; нар. 7 травня 1992, сомон Ундурширеет, аймак Туве) — монгольський борець вільного стилю, чемпіон, срібний та чотириразовий бронзовий призер чемпіонатів Азії, бронзовий призер Азійських ігор, учасник Олімпійських ігор.

## Біографія
Боротьбою почав займатися з 2008 року. Виступає за спортивний клуб «Хуч», тренер — Дандар.

## Спортивні результати на міжнародних змаганнях

### Виступи на Олімпіадах
| Змагання                                   | Збірна   | Вагова категорія          | Місце |
| ------------------------------------------ | -------- | ------------------------- | ----- |
| Боротьба на літніх Олімпійських іграх 2016 | Монголія | вільна боротьба, до 97 кг | 16    |

### Виступи на Чемпіонатах світу
| Змагання                        | Збірна   | Вагова категорія           | Місце |
| ------------------------------- | -------- | -------------------------- | ----- |
| Чемпіонат світу з боротьби 2013 | Монголія | вільна боротьба, до 96 кг  | 31    |
| Чемпіонат світу з боротьби 2014 | Монголія | вільна боротьба, до 97 кг  | 7     |
| Чемпіонат світу з боротьби 2015 | Монголія | вільна боротьба, до 97 кг  | 25    |
| Чемпіонат світу з боротьби 2019 | Монголія | вільна боротьба, до 125 кг | 21    |

### Виступи на Чемпіонатах Азії
| Змагання                       | Збірна   | Вагова категорія                  | Місце  |
| ------------------------------ | -------- | --------------------------------- | ------ |
| Чемпіонат Азії з боротьби 2011 | Монголія | вільна боротьба, до 84 кг         | 9      |
| Чемпіонат Азії з боротьби 2012 | Монголія | вільна боротьба, до 96 кг         | Бронза |
| Чемпіонат Азії з боротьби 2013 | Монголія | вільна боротьба, до 96 кг         | Бронза |
| Чемпіонат Азії з боротьби 2014 | Монголія | вільна боротьба, до 97 кг         | Золото |
| Чемпіонат Азії з боротьби 2016 | Монголія | вільна боротьба, до 97 кг         | Бронза |
| Чемпіонат Азії з боротьби 2020 | Монголія | вільна боротьба, до 125 кг        | Срібло |
| Чемпіонат Азії з боротьби 2021 | Монголія | вільна боротьба, до 125 кг        | Бронза |
| Чемпіонат Азії з боротьби 2022 | Монголія | греко-римська боротьба, до 130 кг | 8      |

### Виступи на Азійських іграх
| Змагання           | Збірна   | Вагова категорія          | Місце  |
| ------------------ | -------- | ------------------------- | ------ |
| Азійські ігри 2014 | Монголія | вільна боротьба, до 97 кг | Бронза |

### Виступи на Кубках світу
| Змагання                    | Збірна   | Вагова категорія          | Місце |
| --------------------------- | -------- | ------------------------- | ----- |
| Кубок світу з боротьби 2014 | Монголія | вільна боротьба, до 97 кг | 5     |
| Кубок світу з боротьби 2015 | Монголія | вільна боротьба, до 97 кг | 6     |
| Кубок світу з боротьби 2016 | Монголія | вільна боротьба, до 97 кг | 6     |
| Кубок світу з боротьби 2019 | Монголія | команда                   | 6     |

### Виступи на Всесвітніх іграх військовослужбовців
| Змагання                                | Збірна   | Вагова категорія          | Місце  |
| --------------------------------------- | -------- | ------------------------- | ------ |
| Всесвітні ігри військовослужбовців 2015 | Монголія | вільна боротьба, до 97 кг | Срібло |

### Виступи на Чемпіонатах світу серед студентів
| Змагання                                        | Збірна   | Вагова категорія          | Місце |
| ----------------------------------------------- | -------- | ------------------------- | ----- |
| Чемпіонат світу з боротьби серед студентів 2012 | Монголія | вільна боротьба, до 96 кг | 8     |

### Виступи на інших змаганнях
| Змагання                                                         | Збірна   | Вагова категорія           | Місце  |
| ---------------------------------------------------------------- | -------- | -------------------------- | ------ |
| Відкритий чемпіонат Монголії з боротьби 2012                     | Монголія | вільна боротьба, до 96 кг  | 5      |
| Олімпійський кваліфікаційний турнір з боротьби 2012 (Астана)     | Монголія | вільна боротьба, до 96 кг  | Бронза |
| Олімпійський кваліфікаційний турнір з боротьби 2012 (Гельсінкі)  | Монголія | вільна боротьба, до 96 кг  | 14     |
| Гран-прі «Іван Яригін» 2013                                      | Монголія | вільна боротьба, до 96 кг  | 24     |
| Відкритий чемпіонат Монголії з боротьби 2013                     | Монголія | вільна боротьба, до 96 кг  | Бронза |
| Літня Універсіада 2013                                           | Монголія | вільна боротьба, до 96 кг  | Бронза |
| Золотий Гран-прі з боротьби 2014 (Париж)                         | Монголія | вільна боротьба, до 97 кг  | Бронза |
| Турнір Яшара Догу 2014                                           | Монголія | вільна боротьба, до 97 кг  | 23     |
| Відкритий чемпіонат Монголії з боротьби 2014                     | Монголія | вільна боротьба, до 97 кг  | Золото |
| Золотий Гран-прі з боротьби 2014 (Баку)                          | Монголія | вільна боротьба, до 97 кг  | Бронза |
| Гран-прі «Іван Яригін» 2015                                      | Монголія | вільна боротьба, до 97 кг  | 5      |
| Турнір Олександра Медведя 2015                                   | Монголія | вільна боротьба, до 97 кг  | 19     |
| Кубок Президента Бурятської Республіки з боротьби 2015           | Монголія | вільна боротьба, до 97 кг  | Бронза |
| Відкритий чемпіонат Монголії з боротьби 2015                     | Монголія | вільна боротьба, до 97 кг  | Золото |
| Кубок Президента Казахстану з боротьби 2015                      | Монголія | вільна боротьба, до 97 кг  | Срібло |
| Міжнародний турнір Дінмухамеда Кунаєва 2015                      | Монголія | вільна боротьба, до 97 кг  | Бронза |
| Гран-прі Парижа з боротьби 2016                                  | Монголія | вільна боротьба, до 97 кг  | Срібло |
| Турнір Яшара Догу 2016                                           | Монголія | вільна боротьба, до 97 кг  | Срібло |
| Відкритий чемпіонат Монголії з боротьби 2016                     | Монголія | вільна боротьба, до 97 кг  | Золото |
| Олімпійський кваліфікаційний турнір з боротьби 2016 (Астана)     | Монголія | вільна боротьба, до 97 кг  | Бронза |
| Олімпійський кваліфікаційний турнір з боротьби 2016 (Улан-Батор) | Монголія | вільна боротьба, до 97 кг  | 4      |
| Олімпійський кваліфікаційний турнір з боротьби 2016 (Стамбул)    | Монголія | вільна боротьба, до 97 кг  | Срібло |
| Гран-прі Іспанії з боротьби 2016                                 | Монголія | вільна боротьба, до 97 кг  | Срібло |
| Кубок Президента Бурятської Республіки з боротьби 2017           | Монголія | вільна боротьба, до 125 кг | 7      |
| Відкритий чемпіонат Монголії з боротьби 2019                     | Монголія | вільна боротьба, до 125 кг | Бронза |
| Кубок Президента Бурятської Республіки з боротьби 2019           | Монголія | вільна боротьба, до 125 кг | Срібло |
| Меморіал Вацлава Циолковського 2019                              | Монголія | вільна боротьба, до 125 кг | 12     |
| Гран-прі «Іван Яригін» 2020                                      | Монголія | вільна боротьба, до 125 кг | 17     |

### Виступи на змаганнях молодших вікових груп
| Змагання                                      | Збірна   | Вагова категорія          | Місце |
| --------------------------------------------- | -------- | ------------------------- | ----- |
| Чемпіонат світу з боротьби серед юніорів 2012 | Монголія | вільна боротьба, до 96 кг | 7     |
| Чемпіонат Азії з боротьби серед кадетів 2009  | Монголія | вільна боротьба, до 85 кг | 5     |